# Мелникич
Мелникич (грч. Μελενικίτσι, Меленикици) је насељено место у општини Доња Џумаја у периферији Средишња Македонија, Грчка. Према попису из 2021. године било је 372 становника.
Према бугарском географу и историчару, Василу Канчову, у Мелникичу је 1900. године живело 550 Словена хришћана. Током Другог балканског рата и Првог светског рата село је настрадало и део мештана је избегао, тако је после рата остало 388 житеља. У селу није било насељавања грчких избеглица. На попису из 1928. године Мелникич је имао 535 становника, од чега је 469 Словена а остали су били из других насеља.